# 岡崎源一
岡崎 源一（おかざき げんいち、1898年〈明治31年〉2月26日 - 没年不明）は、日本の弁護士、検察官。東京弁護士会理事。

## 経歴
三重県河芸郡一身田村字上津部田（現・津市）出身。岡崎和吉の長男。1918年、第二高等学校を卒業。1921年、東京帝国大学法学部独法科を卒業し、司法省に入り司法官試補となり、同年12月に判事に任官する。
裁判所に勤務する。1926年1月に官を辞し、弁護士となる。日本橋区本銀町四丁目に事務所を開く。高木益太郎の長女と結婚する。
1929年12月11日に高木益太郎が亡くなると、その法律事務を岡崎法律事務所が引き継ぐ。また法律新聞社長となる。1952年5月から1954年4月まで司法研修所教官をつとめた。
仙台高等検察庁検事長、名古屋高等検察庁検事長をつとめた。

## 人物
主張は日本主義。趣味は旅行、読書。宗教は天台宗。住所は東京都大田区山王2丁目、中野区野方4丁目、事務所は中央区日本橋本町4丁目。

## 栄典
- 1968年 - 勲二等瑞宝章[2]

## 家族・親族
岡崎家
- 父・和吉 - 弁護士・岡崎正也の義弟である[3]。
- 妻・喜代子（1905年 - ?、東京、高木益太郎の長女[4][5]、海東土地建物代表[11]）
- 長女[4][5]

親戚
- 妻の父・高木益太郎（衆議院議員、弁護士、法律新聞社長）[12]
- 妻の弟・高木菊松（法律新聞社長）[13]
- 岡崎正也（資産家、弁護士）